# Mangalarga

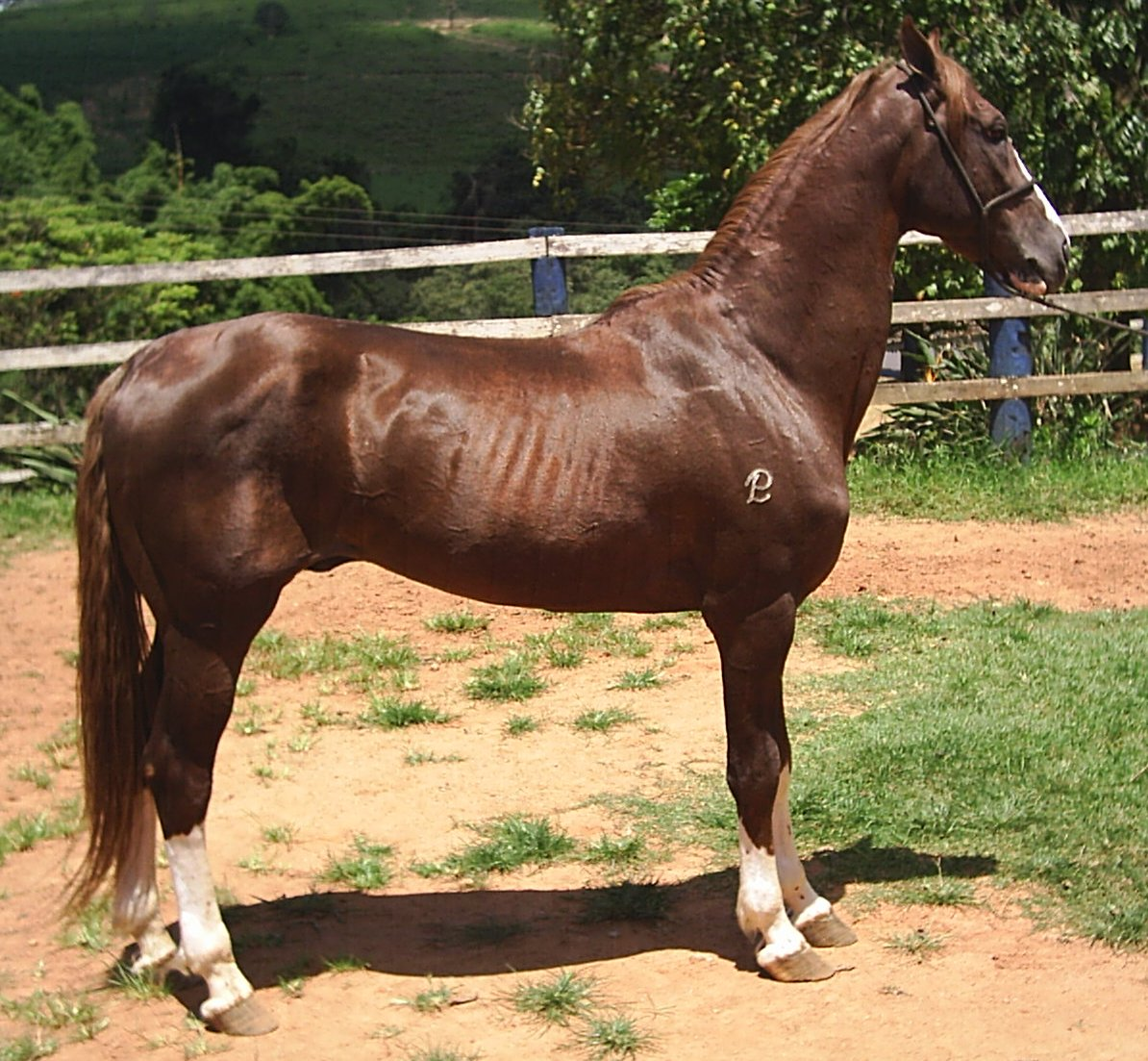
Cavallo Mangalarga Paulista

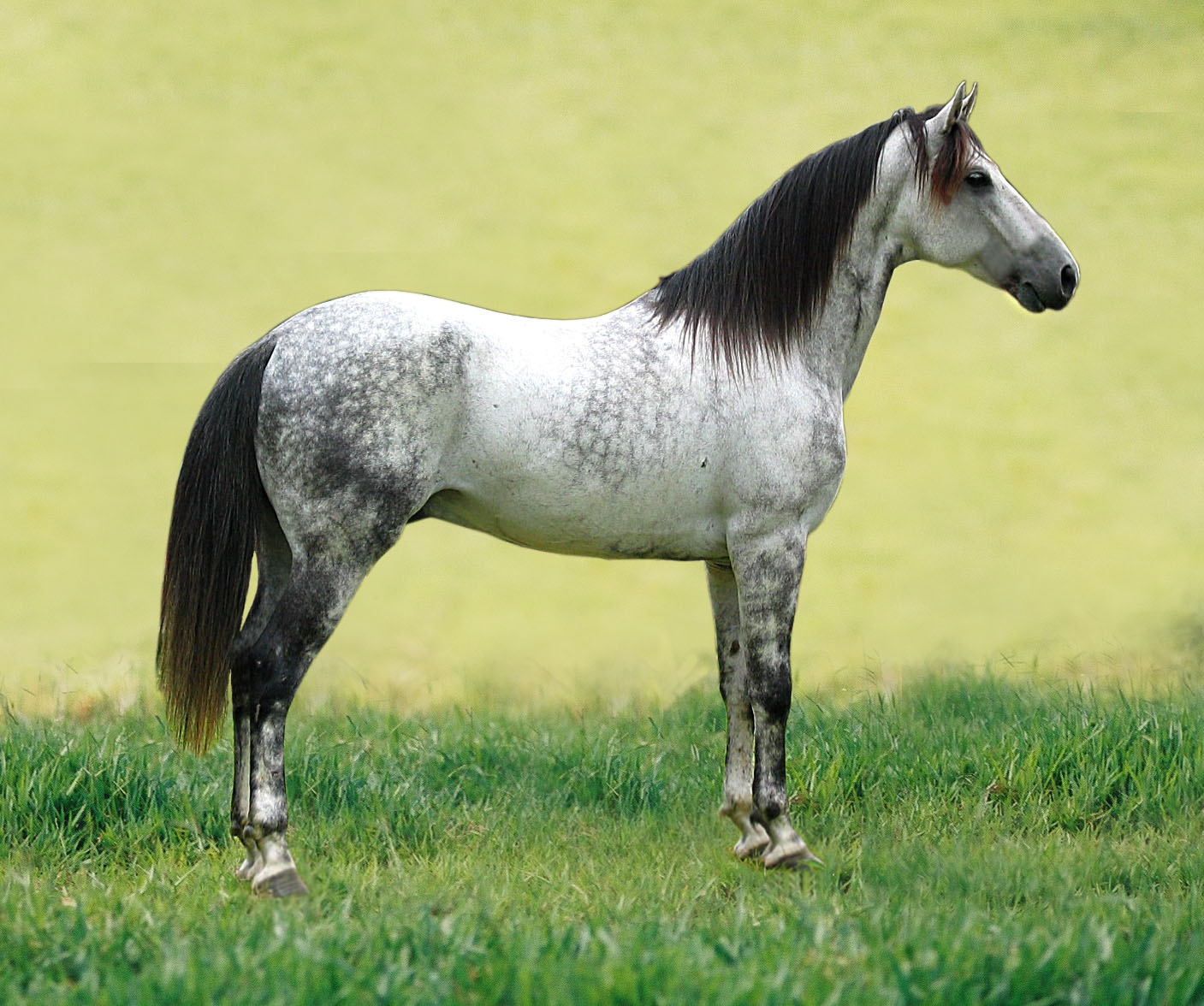
Cavallo Mangalarga Marchador

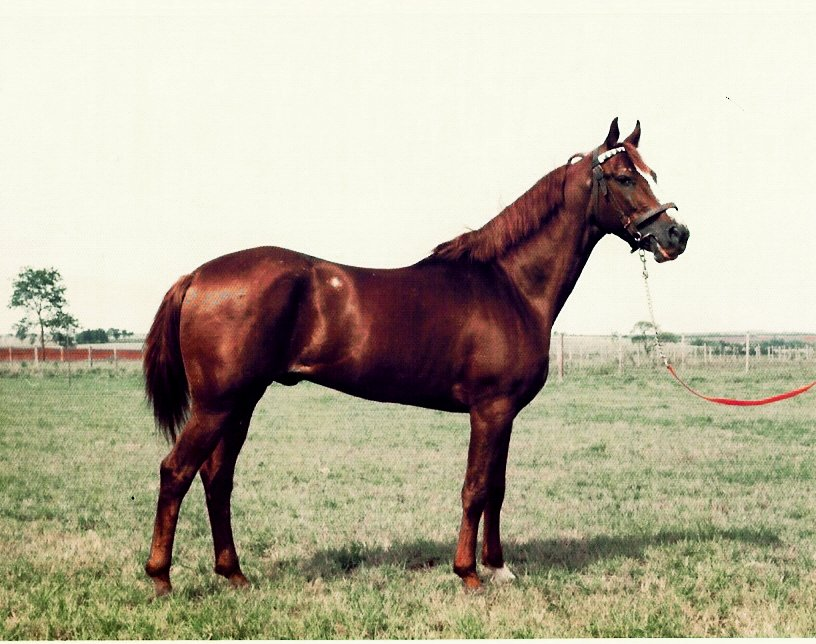
Cavallo Mangalarga Paulista

Il mangalarga è il nome generico per due razze: il mangalarga marchador e il mangalarga paulista, cavallo brasiliano.
Furono create da Francisco Gabriel Junqueira, Barone di Alfenas, incrociando stalloni Alter Real con cavalli portoghesi incrociati a loro volta con cavalli coloniali brasiliani.
Questi incroci originarono dapprima la razza mangalarga marchador.
Quando la famiglia Junqueira si spostò a San Paolo, i luoghi e la cultura locali la portarono a cercare un cavallo con differenti caratteristiche e così iniziò a incrociare il mangalarga marchador con altre razze: Hackney, Morgan, American Saddlebred, Hannover e Trakehner. Questo portò ad una razza completamente differente dall'originario mangalarga marchador: il mangalarga paulista appunto.
Il mangalarga marchador differisce dal mangalarga paulista per il passo morbido e per il legame più diretto con il cavallo iberico. Il carattere socievole è ereditato dall'Andaluso.
Il mangalarga paulista è un cavallo conosciuto per la durata e la resistenza. Ha un'andatura specifica e confortevole, la marcia trottata (trotta marchada).
Le due razze sono talmente differenti da avere differenti registri di purosangue. I mangalarga paulista sono registrati su ABCCRM.